# 練馬区立北町中学校
練馬区立北町中学校(ねりまくりつ きたまちちゅうがっこう)は東京都練馬区にある公立中学校。2019年(令和元年)5月時点の生徒数は9学級320名である。

## 沿革
- 1958年
  - 4月1日 - 開進第一中学校内に設立
  - 5月3日 - 現在地に移転
- 1960年2月22日 - 校歌（作詞・高津才次郎、作曲・外山国彦）制定
- 1961年3月6日 - 校地拡張
- 1962年
  - 6月11日 - 体育館竣工
  - 12月2日 - プール竣工
- 1968年2月1日 - 校旗制定
- 1988年3月14日 - 体育館・プール改築完了
- 1998年4月1日 - 校歌編曲

## 通学区域
練馬区の北端で板橋区に接し、川越街道に沿って東西に延びた学区となっている。
- 北町一丁目
- 北町二丁目
- 北町三丁目
- 北町四丁目
- 北町五丁目
- 北町八丁目
- 錦二丁目（19）

## 進学前小学校
区立中学校選択制度があり学区外より通学してすることも可能であるが、学区指定による小学校は以下の通り。※印は小中一貫教育グループの構成校。
- 北町小学校(※)
- 北町西小学校(※)

## 学区内の主な施設
- 陸上自衛隊練馬駐屯地
- 東京聖徳病院

## 交通
- 東武東上線東武練馬駅より徒歩7分

## 著名な出身者
- 小田原潔（衆議院議員）
- 三遊亭小圓朝 （4代目）
- 小野員裕（文筆家）